# 아우구스트 스트린드베리
아우구스트 스트린드베리(스웨덴어: Johan August Strindberg, 1849년 1월 22일 ~ 1912년 5월 14일)는 스웨덴의 극작가이자 소설가이다. 강렬한 개성을 지니고, 전세기 말의 모순과 동요에 번뇌하는 인간을 추구한다.

## 생애
스트린드베리의 일생을 일관한 불행은 그의 출생에 기인하며, 적어도 그 자신은 그렇게 생각했었다. 그는 스톡홀름의 중산층 가정에 태어났으나 모친은 원래 호스티스와 가정부를 했던 여자였다. 그는 자신을 '하녀의 아들'이라 부르며 하층계급의 피를 이어받았음을 강렬하게, 그리고 거의 고의적으로 계속 의식했었다. 13세 때 모친을 잃고 부친은 곧 재혼했다. 여성에 대한 사랑과 증오의 상극은 이리하여 스트린드베리의 일생을 일관하게 된다.
1867년, 웁살라 대학에 입학, 아버지에게 원조를 받지 않고 자활을 하려고 했으나 좌절, 1학기만 마치고 대학을 중퇴했다. 이듬해 가정교사가 되어 들어간 집의 주인인 의사 람 박사의 영향으로 문학과 과학에의 흥미가 솟았으며, 의학을 배우기 위해 웁살라에 돌아오나 화학 자격시험에 실패, 계획을 포기했다. 그 후 배우가 되려고 연극학교에 들어가기도 했으나 얼마 후 작가적 재능에 눈을 뜨고 희곡을 쓰기 시작했다.
스트린드베리의 최초의 중요한 작품은 1872년에 쓴 <올로프 신부>이다. 스웨덴의 종교개혁에서 취재한 이 역사극에는 셰익스피어의 역사극 및 입센의 <브랜드>의 영향을 볼 수 있다. 그러나 왕립극장이 그 상연을 거부하여 스트린드베리의 염세적 경향을 더 짙게 했을 뿐만 아니라 권위에 대한 반항을 더욱 강하게 했다.

### 첫 번째 결혼
1874년, 스트린드베리는 왕립 도서관의 직원이 되어 약간이나마 생활의 안정을 얻었다. 이듬해 귀족의 아내 시리 폰에센을 만나자 곧 사랑에 빠지고 그녀는 2년 후 남편과 헤어져 스트린드베리와 결혼했다. 그러나 모두가 격렬한 개성의 소유자인 이들의 사이는 얼마 후 싸움이 그칠 사이가 없게 되었다. 이 동안의 사정은 비록 주관적인 서술이긴 하나 스트린드베리의 자전적 소설 <치인(癡人)의 고백>(1895)에 상세히 나온다.
1879년, 스톡홀름의 예술가 사회를 묘사한 소설 <붉은 방>으로 그는 새로운 사실주의 문학의 기수가 되어 명성을 획득했다. 이어 여배우가 된 아내를 위한 몇몇 희곡도 썼으며, 1883년 아내와 함께 스웨덴을 떠나 이후 16년 동안을 거의 외국에서 보내게 된다.
근대 사실극 작가로서의 스트린드베리의 지위를 확고하게 한 것은 <아버지>(1887), <영양 줄리>(1888)이다. 이 작품들은 졸라의 자연주의 이론에 영향을 받아 쓴 것이나 그 이론의 테두리에서 벗어난 걸작이다. 또한 입센의 <인형의 집>을 풍자한 듯한 이름의 소설을 포함한 단편집 <결혼>을 1884년에 출판했으나 그 가운데의 1편 때문에 모독죄 혐의로 재판을 받아 무죄가 되기는 했으나 그의 정신적 타격은 격심했다.
스트린드베리의 여성 혐오는 최초의 결혼생활 중에 쓰인 많은 작품에서 농후하게 나타나며 그것은 여성숭배와 정반대의 것이었다.

### 두 번째 결혼
1893년인 44세 때 그는 두 번째 결혼을 한다. 상대는 젊은 오스트리아의 저널리스트 프리다 울이다. 그러나 결혼은 곧 파탄났다. 이듬해 두 사람은 별거하여 스트린드베리는 파리에서 격렬한 정신적 불안정 상태를 경험한다. 이른바 '인페르노' 시대이다. 그러나 이것은 의학상의 정신착란이 아니었는가 하는 것이 오늘날의 정설이다. 1897년, 스트린드베리는 이혼했다.
인페르노 시대를 탈출한 스트린드베리의 강인한 정신은 다시금 눈부신 창작활동을 하게 했다. <다마스커스로(제1부 및 2부)>(1898)에 계속되는 일련의 상징주의적·표현주의적 작품, <죽음의 무도(제1부 및 2부)>(1901), <몽환극>(1903), <유령 소나타>(1907) 등은 독일 표현주의 연극, 나아가서는 근래의 부조리 연극에 적지 않은 영향을 미치고 있다. 또한 동시에 <구스타프 바사>(1899)를 필두로 한 몇몇의 뛰어난 역사극, <부활제>(1901), <관을 쓴 신부> <백조 공주>(1902)와 같은 청순한 희곡도 썼다.

### 세 번째 결혼과 그 이후
1901년, 스트린드베리는 노르웨이의 여배우 하리에트 보세와 세 번째 결혼을 했다. 재능있는 여배우 보세는 몇몇의 스트린드베리 작품에서 주역을 맡았으나 결혼생활은 이윽고 다시 파국을 맞이하여 3년 후에 이혼한다.
1907년에 유명한 스톡홀름의 '인티마 테아트르'를 창설, 객석 161개의 이 소극장은 1910년까지 계속되었다.
그의 마지막 연애 상대는 파니 파르크네라는 19세의 소녀였다. 그는 그녀의 집(그것을 그는 '푸른 탑'이라고 불렀다)에 하숙하고 있었으며 59세와 19세라는 연령 차이를 생각하여 결혼은 단념했다.
마지막으로 쓰여진 작품은 1909년의 운문극 <대가도>이다. 주인공인 사냥꾼이 여기저기서 직면하는 에피소드가 연결된 전형적인 방랑극으로 그가 도서관 시대에 중국 도서의 목록을 작성하기 위해 중국어를 배웠다는 그의 동양연구의 일단을 엿보이게 하는 작품으로 이색적이다.
1912년에 그는 위암으로 세상을 떠났다. 왕립 아카데미는 그의 죽음을 묵시했으나, 스웨덴 최고의 작가로서 그의 이름은 널리 국민의 존경을 모았다.
성격에 있어서나 작풍에 있어서도 같은 북구의 거장 입센과는 반대의 입장에 서는 스트린드베리는 그 본질을 구명하기가 매우 어렵다. 그러나 얼핏 보면 혼돈하고 있는 것처럼 생각되는 그의 표현주의 작품에서도 그 저류에 흐르는 것은 치밀하게 계산된 구성과 내용이라 하겠다.